# Margattea rectangularis
Margattea rectangularis är en kackerlacksart som beskrevs av Hanitsch 1932. Margattea rectangularis ingår i släktet Margattea och familjen småkackerlackor. Inga underarter finns listade i Catalogue of Life.